# Гросолберсдорф
Гросолберсдорф (њем. Großolbersdorf) општина је у њемачкој савезној држави Саксонија. Једно је од 69 општинских средишта округа Ерцгебирге. Према процјени из 2010. у општини је живјело 3.077 становника. Посједује регионалну шифру (AGS) 14521240.

## Географски и демографски подаци
Гросолберсдорф се налази у савезној држави Саксонија у округу Ерцгебирге. Општина се налази на надморској висини од 480 метара. Површина општине износи 22,6 km². У самом мјесту је, према процјени из 2010. године, живјело 3.077 становника. Просјечна густина становништва износи 136 становника/km².

## Међународна сарадња
| Мјесто | Држава    | Врста сарадње | Од    |
| ------ | --------- | ------------- | ----- |
|        | Француска | контакт       | 2000. |
| Извор  |           |               |       |